# Korsør
Korsør is een plaats en voormalige gemeente die thans deel uitmaakt van de gemeente Slagelse in de Deense regio Seeland. Korsør telt 14.659 inwoners (2008).

## Voormalige gemeente
De oppervlakte van de gemeente Korsør bedroeg 74,57 km². De gemeente telde 20.644 inwoners. Na de herindeling van 2007 werden de gemeentes Hashøj, Korsør en Skælskør bij Slagelse gevoegd.

## Naam
De naam Korsør bestaat uit twee delen: het woord 'kors' slaat op een kruis dat diende als herkenningspunt voor zeevaarders die de monding van de nor zochten, en het woord 'ør' betekent kiezelstrand. Korsør verwijst dus naar het kruisteken op het strand.

## Geschiedenis
De omgeving rondom de monding van Korsør Nor in de Grote Belt wordt al lange tijd bewoond. In de tijd van de Vikingen lag hier een oversteekplaats naar het eiland Funen. Ook was er sprake van een handelsplaats. Eind 12e eeuw werd het kasteel Tårnborg gebouwd, waarna er zich ook een stadje ontwikkelde. In de 14e eeuw werd het stadje verplaatst naar een voor schepen gunstiger gelegen locatie, namelijk bij de monding van de nor. Er werd een nieuw kasteel gebouwd, Korsør Slot. In 1425 kreeg Korsør stadsrechten.

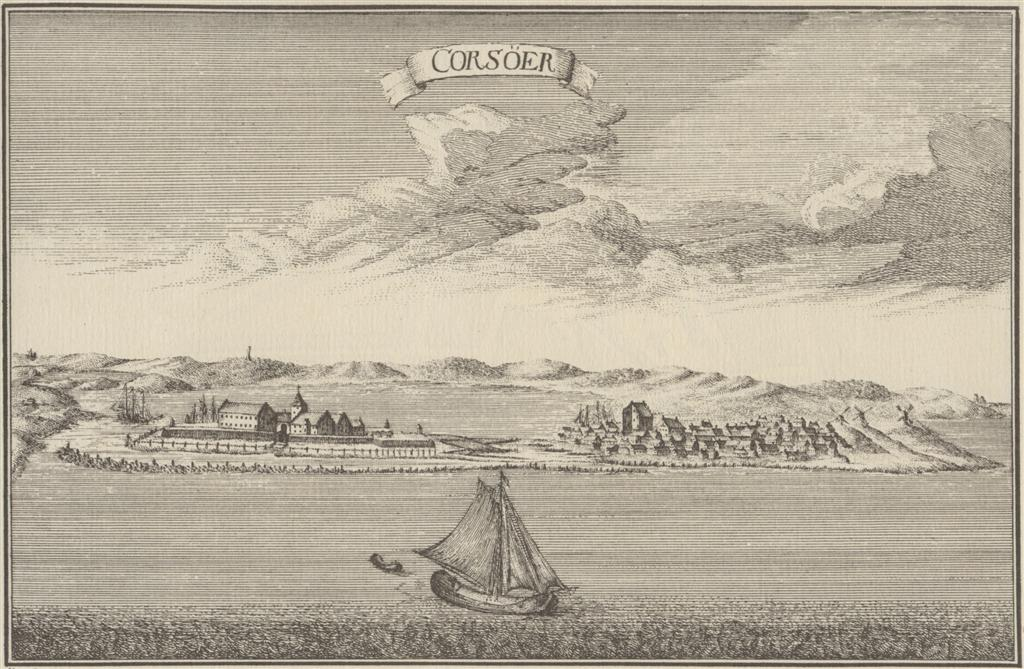
Uitzicht op Korsør

Korsør was vooral van belang als oversteekplaats naar Funen, maar speelde ook een rol als doorvoerhaven van landbouwproducten uit het westen van Seeland. Dit leidde tot problemen met naburige steden als Slagelse en Skælskør, die het westen van Seeland ook als hun achterland beschouwden. Korsør werd echter vaak bevoordeeld met privileges, ten koste van vooral Slagelse. In 1661 kreeg Korsør de status van koninklijke stapelplaats. Desondanks bleef de stad klein.
In 1856 kreeg Korsør een spoorwegverbinding. Er kwam een brug naar het ten noorden van de stad gelegen Halsskov, waar er bebouwing ontstond rondom een grote fabriek. In 1883 werd er - eveneens bij Halsskov - een nieuwe veerhaven aangelegd. De industriële ontwikkeling kwam op gang en het inwoneraantal steeg. In Halsskov verschenen nu ook woonhuizen. In het zuiden van de stad werd een vissershaven aangelegd. In 1925 kwam er een nieuwe brug naar Halsskov gereed en werden de havens in dit stadsdeel verder ontwikkeld.
De veerverbinding met Funen had altijd een belangrijke rol gespeeld in de economie van Korsør. Toen eind jaren 90 van de 20e eeuw de brug over de Grote Belt werd geopend, had dit grote gevolgen voor de handel en het transportwezen in de stad. Beide sectoren namen in omvang af.
Tegenwoordig is Korsør een marinebasis voor de Deense vloot.

## Bezienswaardigheid
- Korsør By- og Overfartsmuseum in de vesting van Korsør

## Partnersteden
- Police (Polen)
- Motala (Zweden)